# フランチェスコ・バルトロッツィ
フランチェスコ・バルトロッツィ（Francesco Bartolozzi RA、1727年9月21日 - 1815年3月7日）はイタリア生まれの版画家である。1768年からイギリスで活動した。

## 略歴
フィレンツェの金細工師の息子に生まれた。10歳になる前から絵の才能が知られ、10代の初めにフィレンツェの美術学校でジョヴァンニ・ドメニコ・フェレッティ(Giovanni Domenico Ferretti: 1692–1768) やイグナツィオ・ハグフォード(Ignazio Hugford: 1703–1778) に学んだ。
3年間フィレンツェで学んだ後、ヴェネツィアに移り版画を学び、1748年から1754年の間は、ヴェネツィアでドイツ出身の版画家で、版画出版工房を開いた、ヨーゼフ・ヴァグナー(Joseph Wagner: 1706–1780)のもとで働いた後、自らの工房を開き、マルコ・リッチ(1676–1730) やフランチェスコ・ツッカレリ(1702-1788)の風景画を版画にして出版した。1756年から1760年の間はローマに移り、ドメニキーノの壁画の作品などを版画にして出版した。
巨匠たちの作品をもとにした版画はイタリア国外でも注目されるようになり、1763年に、イギリス王、ジョージ3世の美術コレクションのための作品を購入すためにイタリアを旅していた、画商で版画家のリチャード・ダルトンと知り合い、イギリスに渡り、イギリス王室の版画家になることを勧められた。それを受け入れ1764年にロンドンに移った。
ロンドンでは1768年に設立されたロイヤル・アカデミー・オブ・アーツの創立会員の一人となった。1802年には版画家協会(Society of Engravers)を設立し初代会長になったが、1802年にポルトガルの貴族、Rodrigo de Sousa Coutinhoに招かれて、リスボンに移り、リスボンで働き、リスボンで亡くなった。
版画技術として、当時フランスで発明された中間調を実現する技術を用いた。
息子のガエターノ・バルトロッツィ（1757年 - 1821年）は版画家、画商になり、有名なピアニストテレーゼ・ジャンセンと結婚した。

## 作品

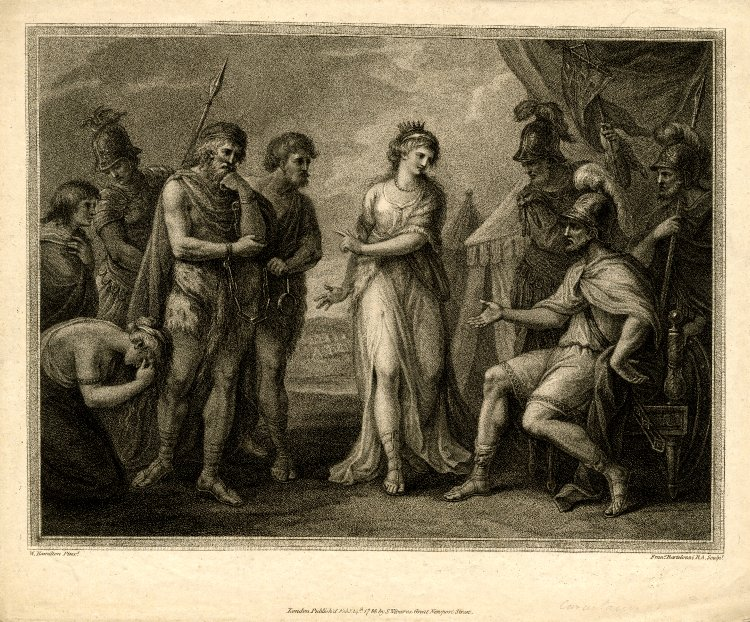
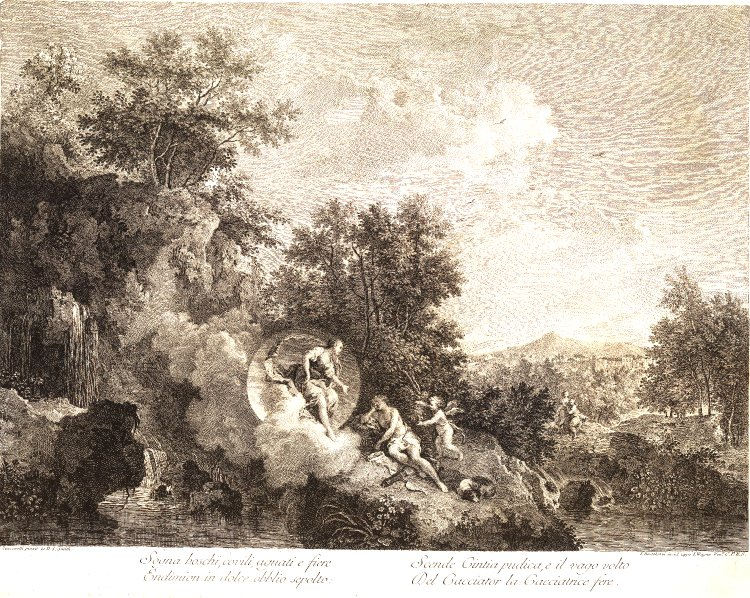
(原画)フランチェスコ・ツッカレリ
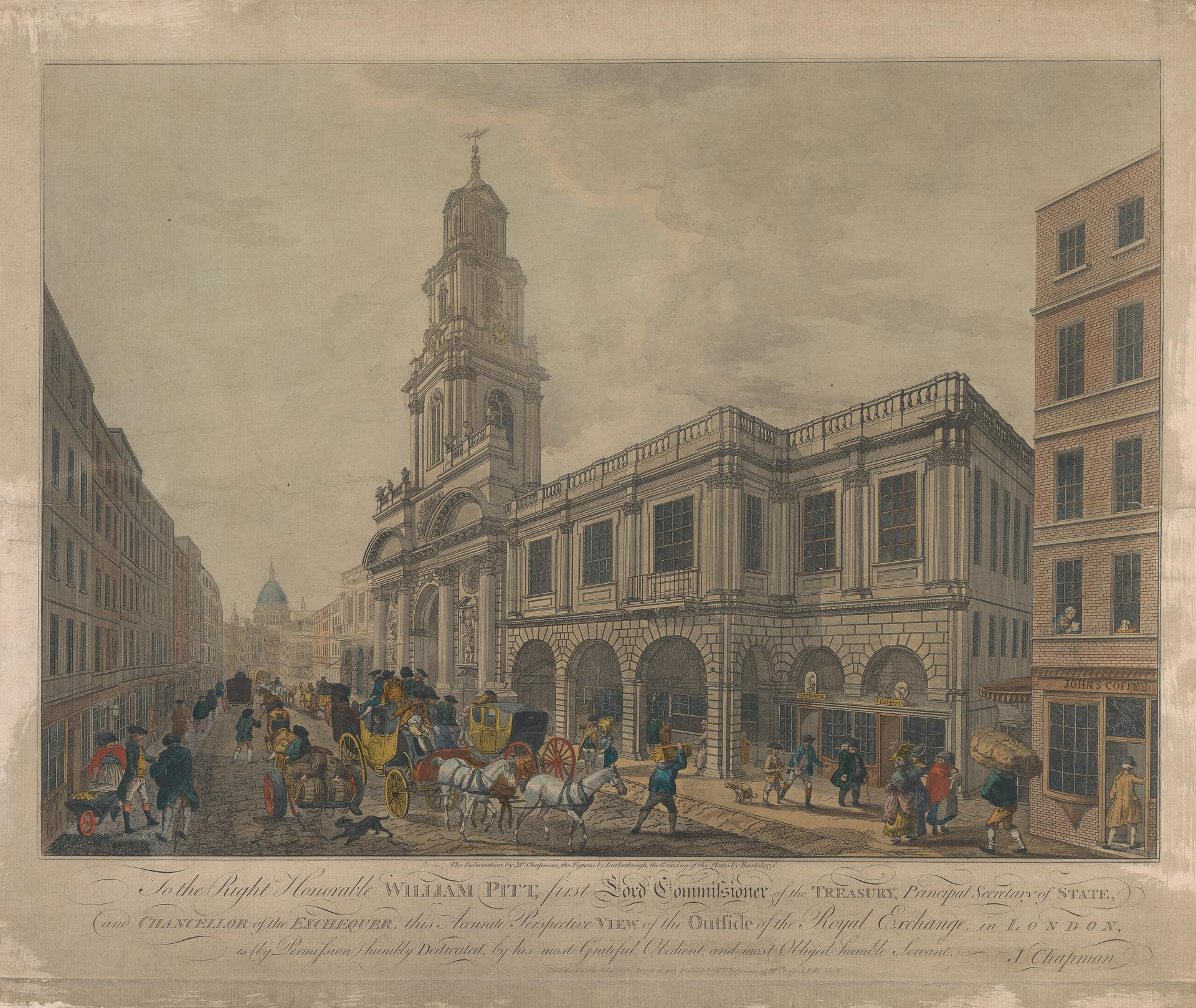

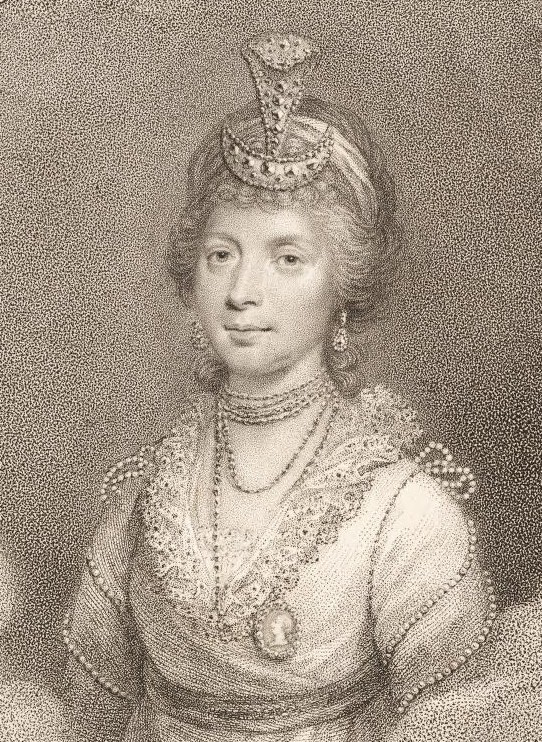
王妃シャーロット・オブ・メクレンバーグ＝ストレリッツ、(原画)ウィリアム・ビーチー
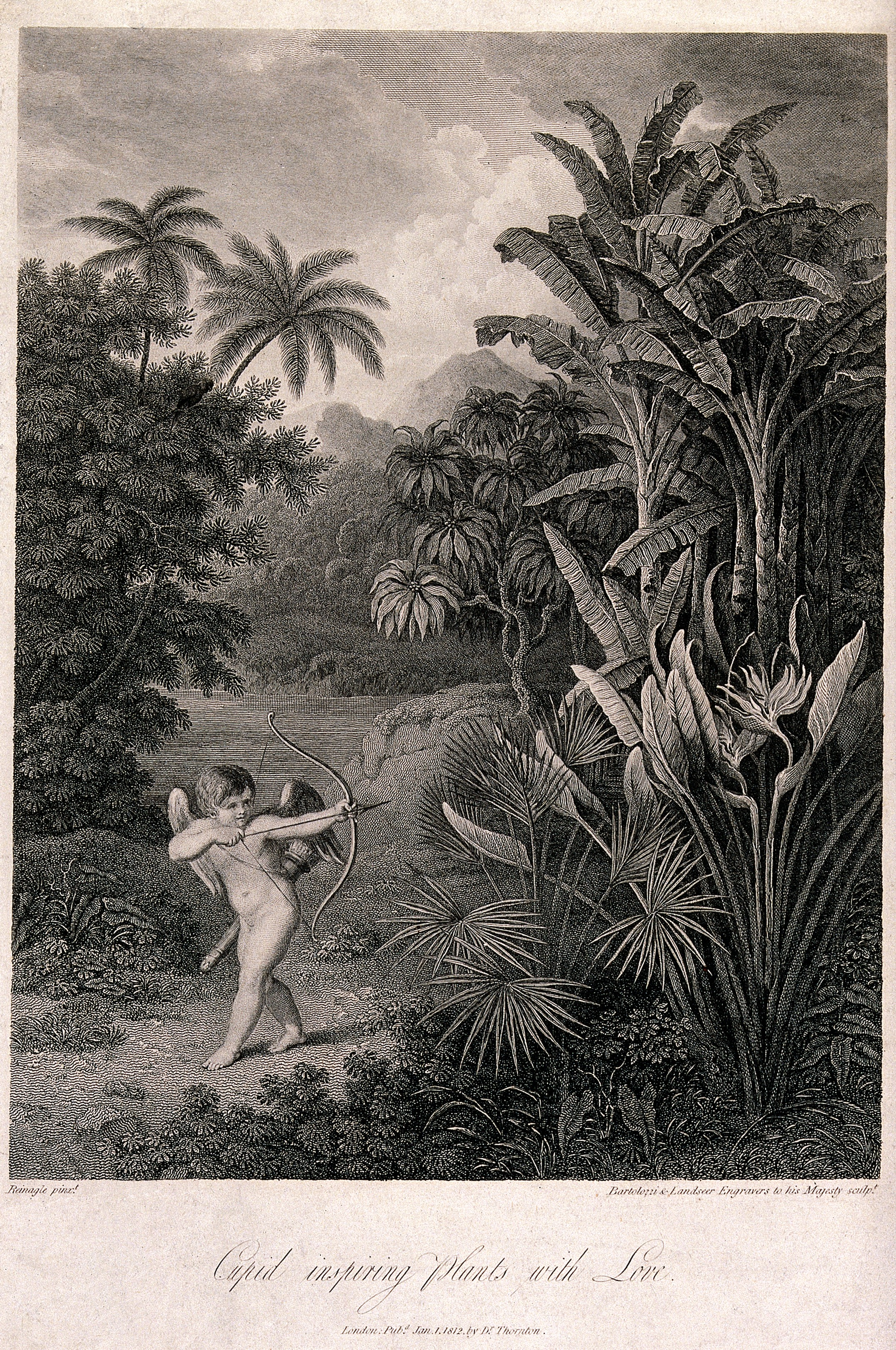
(原画)フィリップ・ライナグル
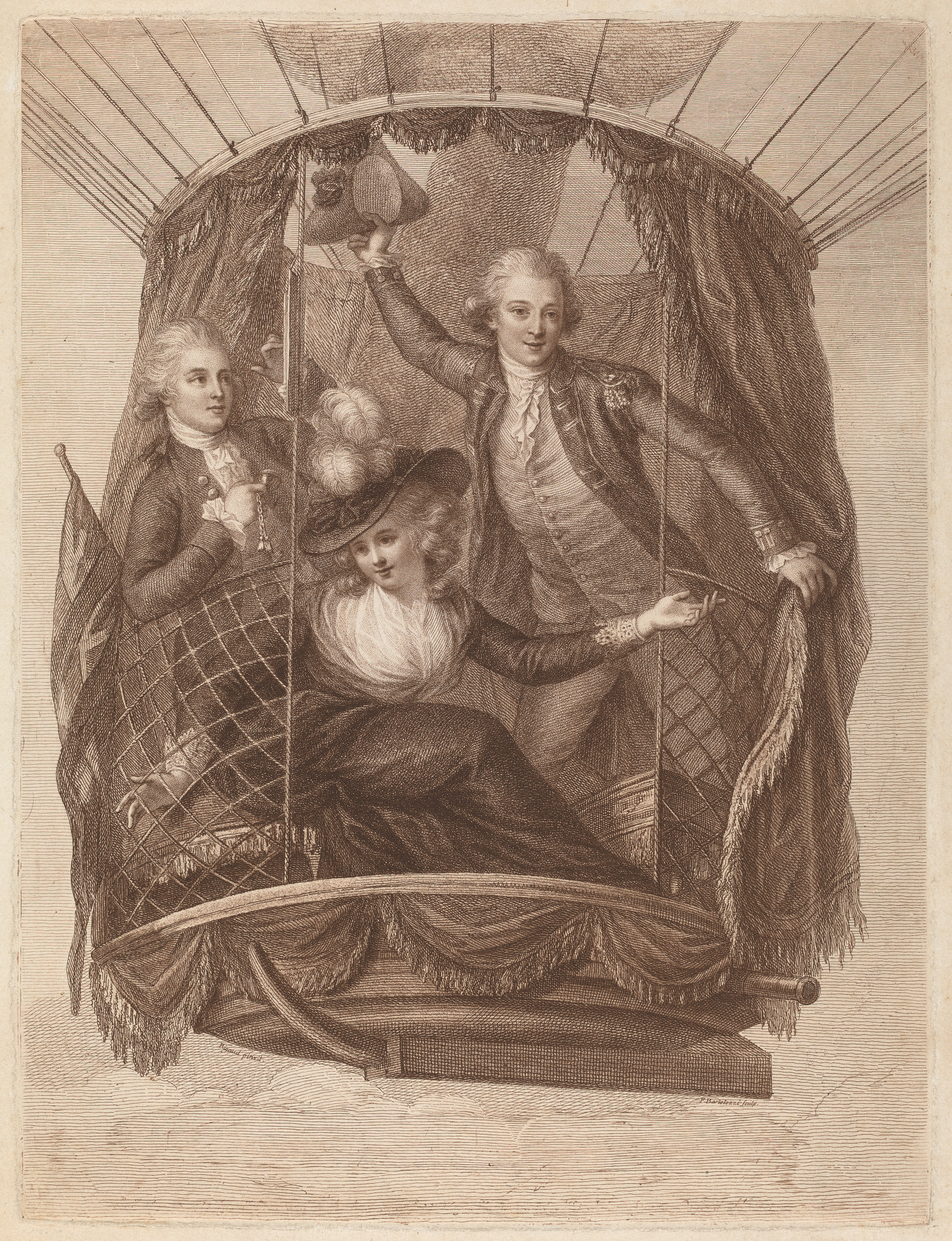
(原画)ジョン・フランシス・リゴー
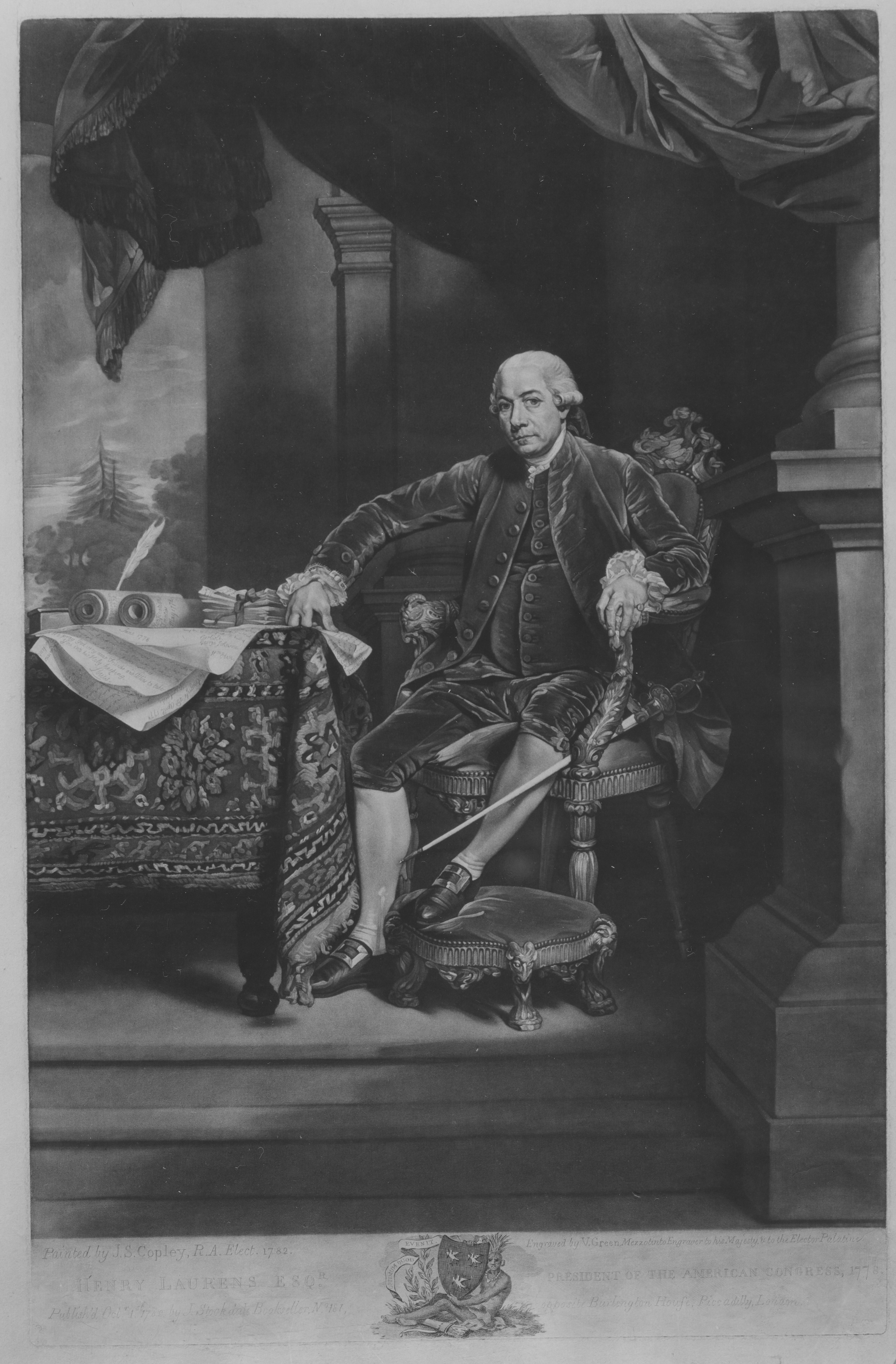
(原画)ヒュー・ダグラス・ハミルトン